# Břetislav Maria Klika
Břetislav Maria Klika (3. května 1884 Praha – 5. března 1958 Praha) byl pražský nakladatel a redaktor, působící v první polovině 20. století. Podílel se mj. na vzniku nakladatelského družstva Kmen. Později pracoval v nakladatelství Družstevní práce v Praze.
Mezi knihy, které vydal, patří především díla spisovatele George Bernarda Shawa, dále šlo o publikaci Pád carismu Výklad prostému lidu o událostech v Rusku, jehož autorem je Vladimír Galaktionovič Korolenko (v roce 1918) nebo od českých autorů např. Kritiku slov od Karla Čapka v roce 1920 a monografii Heinricha Heina od Otokara Fischera. Z překladové literatury vydával E. Rostanda, Romaina Rollanda, Miguela Cervantese aj.
Redigoval a vydával Divadelní letáky: Listy Dramatického svazu. Také byl vydavatelem operních a baletních libret. V Národním divadle nevynechal jediné baletní představení. Další knihy vydával v edici Zátiší, knihy srdce a ducha, založené v roce 1917.
Jeho literární pozůstalost (osobní fond a nakladatelský archiv) je uložena v pražském Památníku národního písemnictví.

## Citát
| „                  | Byl to zgruntu dobrý člověk, ale zato nikterak úspěšný muž; kdysi i nakladatel. A také ne pravě šťastný. Ale přesto se neustále usmíval… Měl však dvě velikánské, ale také nešťastné lásky: balet a knihy. Řekněme však spíše: knihy a balet. Tak je to správné, protože knihám dal všechno. Nakonec i život. Nejdřív ovšem v mládí své nadšené úsilí a pak po částech celý svůj majetek. | “ |
| — Jaroslav Seifert | |   |